# Брауна (Каменц)

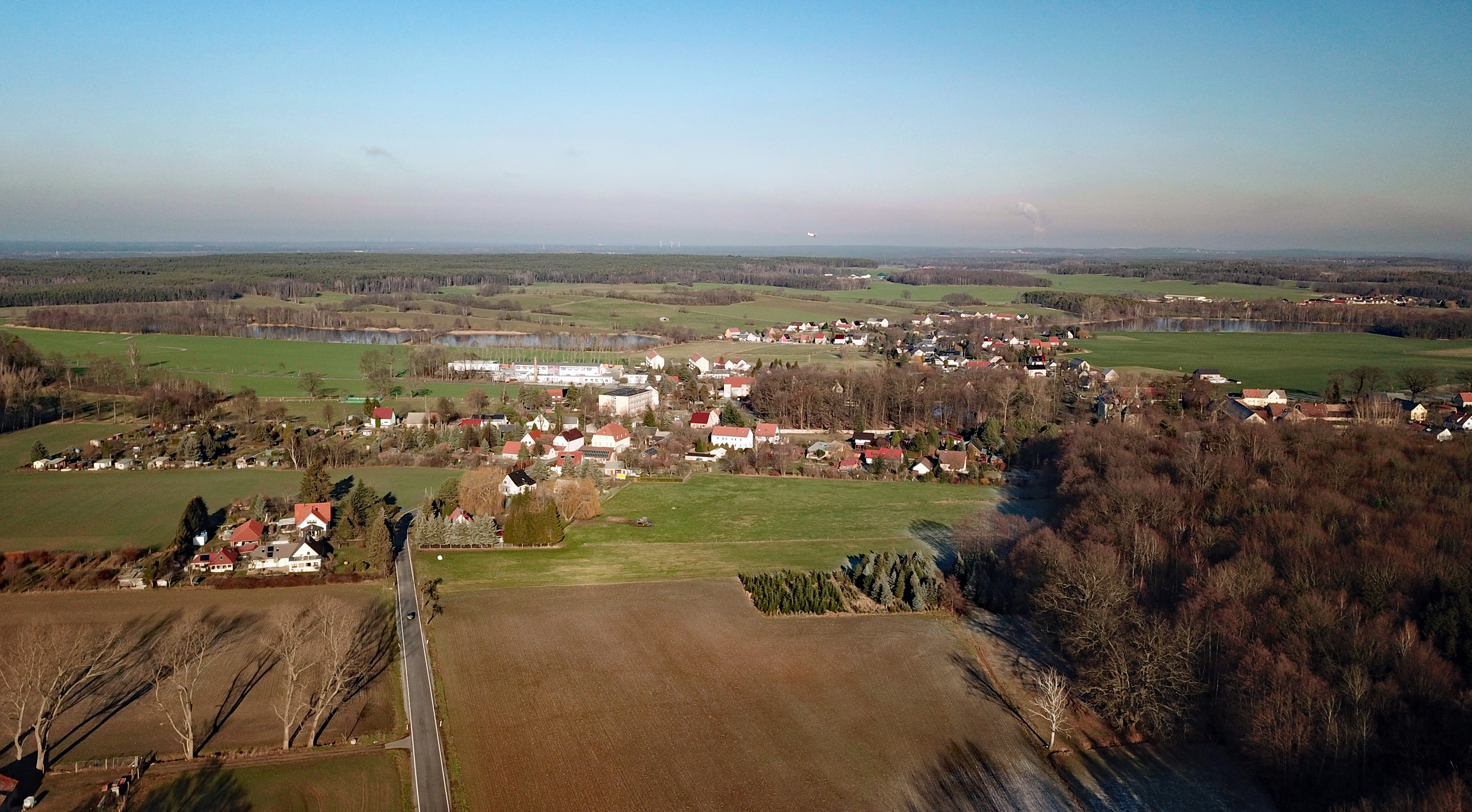

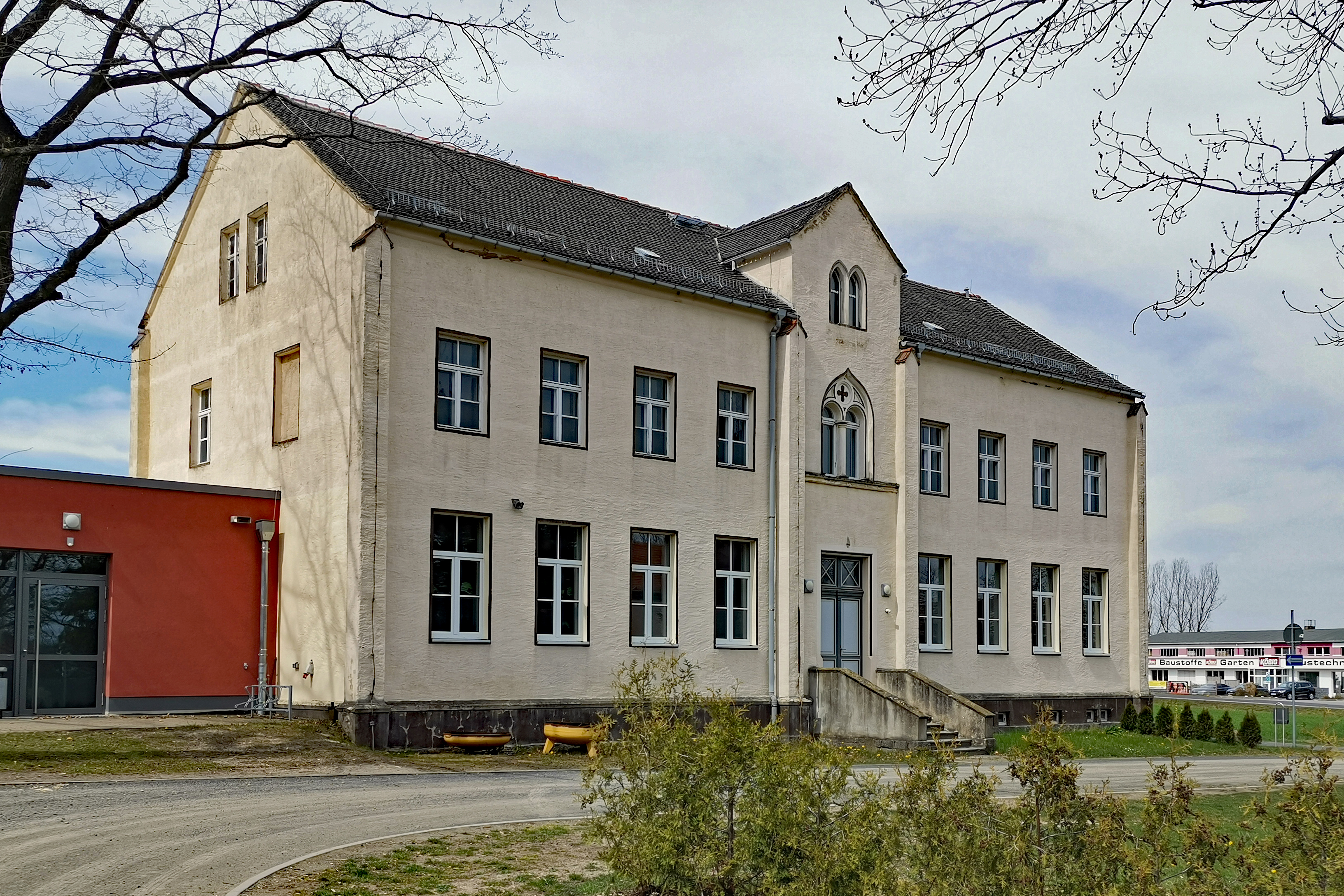
Школа в Брауне

Бра́уна (нем. Brauna; серболужицкое наименование — Бру́нов в.-луж. Brunow) — сельский населённый пункт в городских границах Каменца, район Баутцен, федеральная земля Саксония, Германия.

## География
Находится западнее Каменцы на автомобильной дороге S100 (участок Каменц — Нойкирх) в окружении многочисленных холмов: на севере — Хункенберг (Hunkenberg, высота 208 м.), на юго-востоке — холм Шлосберг (Schloβberg, 268 м.), на юге — холм Риннберг (Rinnberg, 303 м.), на юго-западе — холм Шпицберг (Spitzberg, 289 м.), на западе — холм Гальсберг (Galsberg, 267 м.).
На севере от деревни находятся рыбоводческие пруды, на юге — обширный лесной массив, простирающийся узкой полосой до Бишофсверды и на северо-западе — лесной массив, простирающийся до населённого пункта Швепниц, возле которого находится биосферный заповедник «Кёнигсбрюкер-Хайде». С северо-востока на юго-запал через деревню проходит автомобильная дорога K9270 (участок Либенау — Швосдорф).
Соседние населённые пункты: на севере — деревня Шёнбах (в городских границах Каменца), на востоке — деревня Куннерсдорф (Глинка, в городских границах Каменца), на северо-востоке — деревня Била (Бела, в городских границах Каменца), на востоке — Каменц, на юго-западе — деревня Швосдорф (Швобицы, в городских границах Каменца) и на северо-западе — деревня Рорбах (в городских границах Каменца).

## История
Впервые упоминается в 1225 году под наименованием «Brunowe». С 1994 года входила в состав коммуны Шёнтайхен, которая входила в границы Каменца. 1 января 2019 года коммуны Шёнтайхен была распущена в ходе административно-территориальной реформы и Брауна вошла в городские границы Каменца как самостоятельная сельская община.
Исторические немецкие наименования:
- Brunowe, 1225
- Brunowe, 1263
- Cunradus de Brunouwe, 1284
- Bronowe, 1290
- Brunow, 1374
- Brunaw, 1430
- Brawna, 1469
- Brawnne, 1497
- Braun, 1518
- Braunaw, 1524
- Brauna, 1563

## Население
Официальным языком в населённом пункте, помимо немецкого, является также верхнелужицкий язык.
Согласно статистическому сочинению «Dodawki k statisticy a etnografiji łužickich Serbow» Арношта Муки в 1884 году в деревне проживало 366 жителей (из них — 17 лужичан (5 %).
| 1834 | 1871 | 1890 | 1910 | 1925 | 1939 | 1946 | 1950 | 1964 | 1990 | 2011 |
| ---- | ---- | ---- | ---- | ---- | ---- | ---- | ---- | ---- | ---- | ---- |
| 263  | 263  | 303  | 419  | 366  | 388  | 542  | 608  | 600  | 899  | 426  |